# Hohenkammer
Hohenkammer est une commune de Bavière (Allemagne), située dans l'arrondissement de Freising, dans le district de Haute-Bavière.

## Commune
La commune de Hohenkammer comprend les quartiers suivantes : Deutldorf, Dörnbach, Eglhausen, Eichethof, Haberhof, Herschenhofen, Kleinkammerberg, Niernsdorf, Pelka, Oberwohlbach, Riedhof, Schlipps, Untermarbach, Unterwohlbach, Niernsdorf, Wahl et Waltenhofen

## Économie et infrastructure
Le château Hohenkammer appartient, après des changements de propriétaire fréquentes, aujourd'hui à la société Munich Re qui l'utilise comme centre de formation (Akademie Schloss Hohenkammer).